# رشید قربانف
رشید قربانف (به انگلیسی: Rashid Kurbanov) کشتی گیر روسی کشور ازبکستان است. از افتخارات این کشتی گیر می توان به کسب مدال طلا بازی‌های آسیایی ۲۰۱۴ و مدال برنز مسابقات قهرمانی کشتی جهان ۲۰۱۳ اشاره کرد.